# Trichosteresis
Trichosteresis is een geslacht van vliesvleugelige insecten van de familie Megaspilidae.

## Soorten
- T. glabra (Boheman, 1832)
- T. nudipennis Kieffer, 1907